# 滨州医学院
滨州医学院是一所省属高等医学院校。1970年，青岛医学院整体搬迁至山东省滨州市办学。1976年学院迁回青岛原址，留1/3的教职工和物资设备在北镇成立青岛医学院北镇分院。现有滨州、烟台两校区。2010年3月学校注册地变更为烟台市，办学主体已正式转移到烟台，实行滨州·烟台两地办学模式。
滨州医学院目前拥有临床医学、残疾人临床医学、口腔医学、护理学、生物技术、中医学（中西医结合方向）、信息管理与信息系统、麻醉学、医学影像学、法学（医事法律方向）、统计学（卫生统计学方向）、英语（医学方向）、药学（临床药学方向）、应用心理学（临床心理学）等14个本科专业；有人体解剖与组织胚胎学、内科学、口腔临床医学3个硕士学位授予点；有医学免疫学、口腔医学、临床营养支持中心（肝胆外科）3个省级重点学科。

## 著名校友
- 徐荣祥
- 孟祥金 美国科学院院士
- 王焕友 圣地亚哥加州大学病理科主任